# Wizebskaja Woblasz
Die Wizebskaja Woblasz (belarussisch Віцебская вобласць; russisch Витебская область/Witebskaja Oblast) ist ein Verwaltungsbezirk im Norden von Belarus. Hauptstadt der Woblasz ist Wizebsk (belarussisch Віцебск; russisch Витебск Witebsk).
Die Woblasz umfasst rund 40.000 km² und zählt 1.321.100 Einwohner (2004), darunter sehr viele Russen. In die Wizebskaja Woblasz wurden viele Menschen aus den durch die Katastrophe von Tschernobyl kontaminierten Gebieten im Süden von Belarus umgesiedelt.

## Geschichte
In der vorsowjetischen Zeit war das Gouvernement Witebsk eine von vielen Verwaltungseinheiten des Russischen Zarenreichs. Mit der Etablierung der Sowjetmacht wurde ein Großteil des Gebiets 1924 der Weißrussischen Sozialistischen Sowjetrepublik übergeben.
Auf Grundlage dessen wurde am 15. Januar 1938 die Oblast Witebsk innerhalb der Weißrussischen SSR gegründet. Diese umfasste 7 Städte und 20 Rajons.
Am 20. September 1944 wurde ein Teil des Gebiets zur Bildung der Polazkaja Woblasz abgetrennt, das bei deren Auflösung am 8. Januar 1954  zur Wizebskaja Woblasz zurückkam. Am 20. Januar 1960 wurde ein Teil der aufgelösten Maladsetschanskaja Woblasz angegliedert.

## Daten
Die Landesfläche der Woblasz beträgt 19,3 %. 13,8 % der Bevölkerung der Republik leben in dieser Woblasz. Das Gebiet gliedert sich in 21 Kreise, 249 Dorfsowjets, 19 Städte (davon fünf Städte der Gebietsunterordnung) und 26 städtische Siedlungen. Das Zentrum bildet die Stadt Wizebsk mit 367.000 Einwohnern.

## Rajone
- Rajon Beschankowitschy
- Rajon Braslau
- Rajon Dokschyzy
- Rajon Dubrouna
- Rajon Haradok
- Rajon Hlybokaje
- Rajon Lepel
- Rajon Ljosna
- Rajon Mjory
- Rajon Orscha
- Rajon Pastawy
- Rajon Polazk
- Rajon Rassony
- Rajon Scharkouschtschyna
- Rajon Schumilina
- Rajon Sjanno
- Rajon Talatschyn
- Rajon Tschaschniki
- Rajon Uschatschy
- Rajon Werchnjadswinsk
- Rajon Wizebsk

## Städte
Die Einwohnerzahlen der aufgeführten Städte geben den Stand am 1. Januar 2004 wieder. Die ggf. abweichende russische Bezeichnung wird in Kursivschrift angegeben.
- Wizebsk Witebsk – 342.400
- Orscha – 125.300
- Nawapolazk Nowopolozk – 101.300
- Polazk Polozk – 82.800
- Pastawy Postawy – 20.500
- Hlybokaje Glubokoje – 19.600
- Lepel – 18.800
- Nowalukoml Nowolukoml – 14.900
- Haradok Gorodok – 14.000
- Baran – 12.300
- Talatschyn Tolotschin – 10.500
- Braslau Braslaw – 10.100
- Tschaschniki – 9.800
- Dubrouna Dubrowno – 9.100
- Mjory Miory – 9.000
- Sjanno Senno – 8.400
- Werchnjadswinsk Werchnedwinsk – 7.900
- Dokschyzy Dokschizy – 7.000
- Dsisna Disna – 2.400